# Magín Camerino Torreblanca Reyes
Magín Camerino Torreblanca Reyes (* 19. August 1919 in Huajuapan de León; † 10. Januar 1998) war ein mexikanischer römisch-katholischer Geistlicher und Bischof von Texcoco.

## Leben
Magín Camerino Torreblanca Reyes empfing am 19. Juli 1953 das Sakrament der Priesterweihe.
Am 23. Dezember 1972 ernannte ihn Papst Paul VI. zum Titularbischof von Assava und zum Weihbischof in Texcoco. Der Bischof von Texcoco, Francisco Ferreira Arreola, spendete ihm am 22. Februar 1973 in Texcoco die Bischofsweihe; Mitkonsekratoren waren der Erzbischof von Puebla de los Ángeles, Octaviano Márquez y Tóriz, und der Erzbischof von Jalapa, Emilio Abascal y Salmerón.
Papst Paul VI. bestellte ihn am 18. April 1978 zum Bischof von Texcoco. Am 28. Mai 1997 nahm Papst Johannes Paul II. das von Magín Camerino Torreblanca Reyes aus Altersgründen vorgebrachte Rücktrittsgesuch an.